# Петар Зоранич
Петар Зоранич (хорв. Petar Zoranić; 1508, Дзара (Задар), тоді Італія, тепер Хорватія — між 1543 i 1569 роком) — хорватський ренесансний письменник, вважається автором першого роману в хорватській літературі («Планіни» / Planine ).

## З життєпису
Петар Зоранич, великий нінянин і хорват, народився у 1508 році. Був нащадком старої аристократичної сім'ї Тетатичів (Tetačić) з Ніна, що до кінця XV століття через малярію в Ніні й втікаючи від османів, переселилися в Задар. У цей час його мати Єлизавета (з благородного роду Медулла / Medulla, з якого походив відомий венеціанський художник Андреа Мелдолла) чекала на дитину.

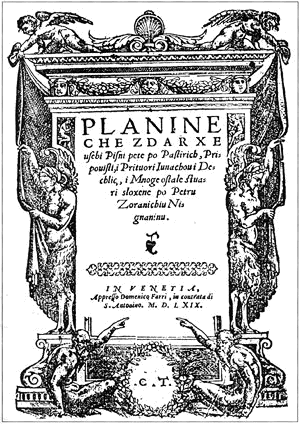
Обкладинка першого видання «Планін» (Венеція, 1569)

Перші відомості про життя Петра Зоранича відносяться до 1531 року, коли він був згаданий як платний нінський нотар, адвокат і судовий писар, тобто для цього мав отримати знання права, ймовірно, в Падуї. останню інформацію про його життя датують 1543 роком. Помер він, явно, після цього року, адже, коли друкувався текст його «Планін», автор додав посвяту нінському каноніку, а вже в надрукованому варіанті 1569 року посвяти не було.

## Доробок
Петар Зоранич відомий у хорватській літературі як автор першого роману «Планіни» (Planine ), дія якого відбувається в 1536 році, за рік до падіння Кліси, в той час, коли турки проникли глибоко у хорватський край після битви при Могачі та першої облоги Відня.
Пасторальний роман Зоранича був опублікований у Венеції в 1569 році, і це його єдиний твір, що зберігся. Відомо принаймні ще про два втрачені «Ljubveni lov» і «Vilenica». Ще деякі анонімні твори, придбані в 1970-х у Лондоні, приписують Зораничу. Його «Планіни» свідчать про гуманістичну та богословську освіченість автора.
Петар Зоранич належав до кола письменників, які зробили свій вагомий внесок у те, що Задар, Хвар, Корчула, Спліт і Дубровник стали осередками хорватської ренесансної книжності.